# Steve Nash
Pour les articles homonymes, voir Nash.
Stephen John Nash, né le 7 février 1974 à Johannesbourg en Afrique du Sud, est un joueur puis entraîneur de basket-ball canadien au sein de la National Basketball Association (NBA). Il a évolué au poste de meneur durant 18 saisons au sein de la NBA. Repêché en 15e position par les Suns de Phoenix en 1996, il est l'un des meilleurs[réf. souhaitée] meneurs de l'histoire. Ainsi, il termine meilleur passeur de la ligue à cinq reprises (2005, 2006, 2007, 2010 et 2011) et remporte également deux trophées de MVP en 2005 et 2006. Il prend sa retraite sportive le 21 mars 2015. Il est admis au Basketball Hall of Fame le 6 septembre 2018.

## Début de sa vie
Steve Nash grandit à Victoria, Colombie-Britannique, au Canada. Dans l'équipe de basket-ball de son école secondaire, il joue au poste de pivot, avec son frère, Martin, devenu joueur de football (soccer) professionnel.
Nash rejoint l'université de Santa Clara, où il est nommé à deux reprises joueur de l'année de la Conférence de la côte Ouest (en 1995 et 1996). Durant l'été, il joue pour l'équipe nationale du Canada. Il obtient un diplôme en sociologie à l'issue de son cursus scolaire.

## Carrière professionnelle

### Suns de Phoenix (1996-1998)
Steve Nash est sélectionné en 15e position lors du repêchage 1996 de la NBA par les Suns de Phoenix, devenant ainsi le Canadien le plus rapidement sélectionné de l'histoire de la NBA lors de la sélection. En entendant l’annonce du choix, les fans des Suns ont hué leur désapprobation pour un joueur relativement inconnu. Malgré ses impressionnantes performances au niveau universitaire, Nash n’avait pas joué dans l’une des grandes conférences américaines. Étant seulement le troisième meneur de l'équipe après Kevin Johnson et Jason Kidd, Nash enregistre de faibles statistiques lors de sa première saison (3 points et 2 passes décisives de moyenne en 10 minutes par match). Mais avec Johnson en fin de carrière, Nash voit son temps de jeu augmenter la saison suivante, faisant de lui un remplaçant de valeur avec 9 points et 3 passes décisives de moyenne. L'équipe est performante avec 56 victoires en saison régulière, mais est battue au premier tour par les Spurs de San Antonio.
Néanmoins, le mandat du canadien auprès des Suns n’a pas duré. Donnie Nelson venait d’accepter un poste de manager général adjoint chez les Mavericks de Dallas sous son père, Don Nelson, et l’a convaincu d’acquérir Steve Nash.

### Mavericks de Dallas (1998-2004)
Les Suns, ayant déjà Jason Kidd, décident d'envoyer Nash aux Mavericks de Dallas durant l'intersaison 1998 contre Martin Müürsepp, Bubba Wells, les droits de draft de Pat Garrity, et un futur choix de draft qui sera utilisé pour sélectionner Shawn Marion. Les Mavericks remportent 36 victoires de moins que les Suns, mais sont en pleine reconstruction sous l'égide de Don Nelson, qui a eu le flair de faire venir Nash sans contrepartie de valeur, choix de draft mis à part.
C’est à Dallas que Nash s’est imposé comme meneur titulaire. Il obtient des moyenne de 7,9 points, 2,9 rebonds et 5,5 passes décisives par match pour sa première saison. Les Mavericks n’ont pas réussi à atteindre les playoffs. La saison 1999-2000 est encore difficile pour Nash, mais les Mavericks retrouvent le chemin de la victoire (avec quarante matches remportés), Nash doit partager sa place de titulaire avec Robert Pack. Nash a manqué 25 matchs en raison d’une blessure à la cheville, mais est revenu pour enregistrer six double-doubles dans le dernier mois de compétition. Il a terminé la saison avec des moyennes de 8,6 points et 4,9 passes décisives par match. Plus important encore pour l’équipe, son coéquipier Dirk Nowitzki s’épanouissait rapidement en tant que joueur de haut niveau, le vétéran Michael Finley célébrait une année de niveau All-Star, et le nouveau propriétaire de l’équipe, le milliardaire Mark Cuban, apportait une nouvelle énergie et excitation à la franchise.
La saison 2000-2001 est celle de la révélation pour Nash : il passe à quinze points et sept passes décisives de moyenne, et est l'un des artisans du succès de l'équipe qui remporte cinquante matches et retrouve les playoffs pour la première fois depuis une décennie. L'équipe bat le Jazz de l'Utah au premier tour mais s'incline face aux Spurs de San Antonio en demi-finale de conférence.
Au cours de la saison 2001-2002, Nash a affiché des statistiques à 17,9 points et 7,7 passes décisives par match et s’est octroyé une place pour le NBA All-Star Game 2002 et dans la All-NBA Third Team. Il était maintenant un All-Star, apparaissant de plus en plus dans les publicités télévisées et formait, avec Finley et Nowitzki, le "Big Three" des Mavericks. Dallas a de nouveau participé aux playoffs, mais a perdu de nouveau en demi-finales contre les Kings de Sacramento, 4-1.
Nash a reproduit de près sa performance de la saison précédente en 2002-2003, obtenant en moyenne 17,7 points et 7,3 passes décisives par match, remportant encore une fois les honneurs de All-Star et de la All-NBA Third Team. Nowitzki et Nash ont mené les Mavericks jusqu’à la finale de la conférence Ouest, où ils ont perdu contre les Spurs de San Antonio, 4-2. Ce n’était que la deuxième apparition en finale de conférence dans l’histoire de la franchise. 
La saison 2003-2004 a vu une hausse offensive de la formation des Mavericks (avec les acquisitions d’Antoine Walker et d’Antawn Jamison) mais une baisse statistique de Nash. En conséquence, il n’a pas été sélectionné au All-Star Game même s’il a augmenté sa moyenne de passes décisives par match (8,8) et de précision aux lancers-francs (91,6%). Dans les playoffs 2004, Dallas s'incline une fois de plus contre les Kings de Sacramento.
Après la saison, Nash est devenu un agent libre. Il tenta de négocier un contrat à long terme avec Cuban, qui payait Walker, Finley, Nowitzki et Jamison à hauteur de 50 millions de dollars en salaires combinés cette saison-là. Cuban voulait construire sa franchise autour du jeune Nowitzki et ne voulait pas prendre le risque de signer Nash, âgé de 30 ans, sur le long terme. Il a tout de même offert un contrat de 4 ans à 36 millions de dollars.

### Retour aux Suns de Phoenix (2004-2012)
En juillet 2004, Steve Nash rejoint l'équipe de ses débuts : les Suns de Phoenix, avec un contrat de cinq ans et 65 millions de dollars à la clé.
Il devient le chef d'orchestre d'une équipe aussi jeune que talentueuse, en compagnie de Shawn Marion, Joe Johnson, et Amar'e Stoudemire. L’entraîneur, Mike D'Antoni, favorisait un style de jeu au rythme soutenu, ce qui exigeait des joueurs plus petits et plus athlétiques, connu sous le nom de "run and gun". Les Suns font un bond de 33 victoires par rapport à la saison précédente. Non qualifiée la saison précédente, Phoenix est en 2005 la meilleure équipe de la ligue avec un bilan de 62-20 et une moyenne de 110,4 points inscrits par match, la plus élevée depuis une décennie. Nash a obtenu en moyenne 11,5 passes décisives par match tout en inscrivant 50,2% de ses tirs et 43,1% de ses trois points en saison régulière. Il a devancé Shaquille O'Neal pour remporter le titre de MVP de la saison régulière, devenant ainsi le premier canadien à remporter cet honneur. Ses 15,5 points par match constituent le troisième plus faible total de l'histoire de la ligue pour un MVP, preuve que ce trophée lui a été décerné pour son apport collectif, au-delà de ses performances individuelles. Dans les playoffs 2005, Phoenix a battu les Grizzlies de Memphis en quatre matchs avant de rencontrer les Mavericks de Dallas au second tour. Nash a mené les Suns à une victoire 4-2 et les Suns ont atteint la finale de la conférence Ouest pour la première fois depuis 1993, mais ont perdu contre les futurs champions, les Spurs de San Antonio, en cinq matchs.
La saison suivante, Stoudemire fut gravement blessé au genou et Johnson et Quentin Richardson furent échangés. On ne s’attendait pas à ce que les Suns continuent sur la route du succès, l’équipe a compilé un bilan de 54-28 et a remporté le titre de division. Le 2 janvier 2006, Nash a enregistré 28 points, 5 rebonds et 22 passes décisives dans une défaite 140-133 en prolongation contre les Knicks de New York. Nash a été élu pour la première fois titulaire lors du NBA All-Star Game 2006. Dans le dernier match de la saison, Nash a enregistré un triple-double de 16 points, 10 rebonds et 12 passes décisives dans une victoire 106-96 contre les Trail Blazers de Portland. À l'issue de la saison, il garde son titre de MVP et réussit même à être le meilleur passeur de la NBA, avec une moyenne de 10,5 passes décisives par match. Il améliore également sa moyenne de points, qui passe de 15,5 à 18,8 points par match. Il réalise également une saison exceptionnelle au tir, puisqu'il intègre le club du 50-40-90, avec 50% au tir, 40% à trois points et 90% aux lancers-francs. Au premier tour des playoffs 2006, Phoenix a surmonté un déficit de 3-1 contre les Lakers de Los Angeles et a remporté la série 4-3. Les Clippers de Los Angeles étaient leurs adversaires en demi-finales de conférence, et les Suns ont encore besoin de sept matchs pour remporter la série. Toutefois, pour la deuxième année consécutive, les Suns se sont inclinés en finale de conférence, cette fois-ci devant l’ancienne équipe de Nash, les Mavericks de Dallas.

Au cours de la saison 2006-2007, Nash a connu une autre campagne stellaire, avec des moyennes de 18,6 points et 11,6 passes décisives par match, devenant le premier joueur depuis Magic Johnson à obtenir en moyenne 18 points et 11 passes par match durant la saison régulière. Il ne conserve pas son titre de MVP, il est cependant deuxième au vote, derrière Dirk Nowitzki, son ancien coéquipier, devenant ainsi le premier européen MVP de la saison régulière. Pour la troisième année consécutive, il est le meilleur passeur de la NBA. Lors des playoffs 2007, les Suns ont éliminé les Lakers en cinq matchs avant de perdre 4-2 contre les Spurs en demi-finale de conférence.

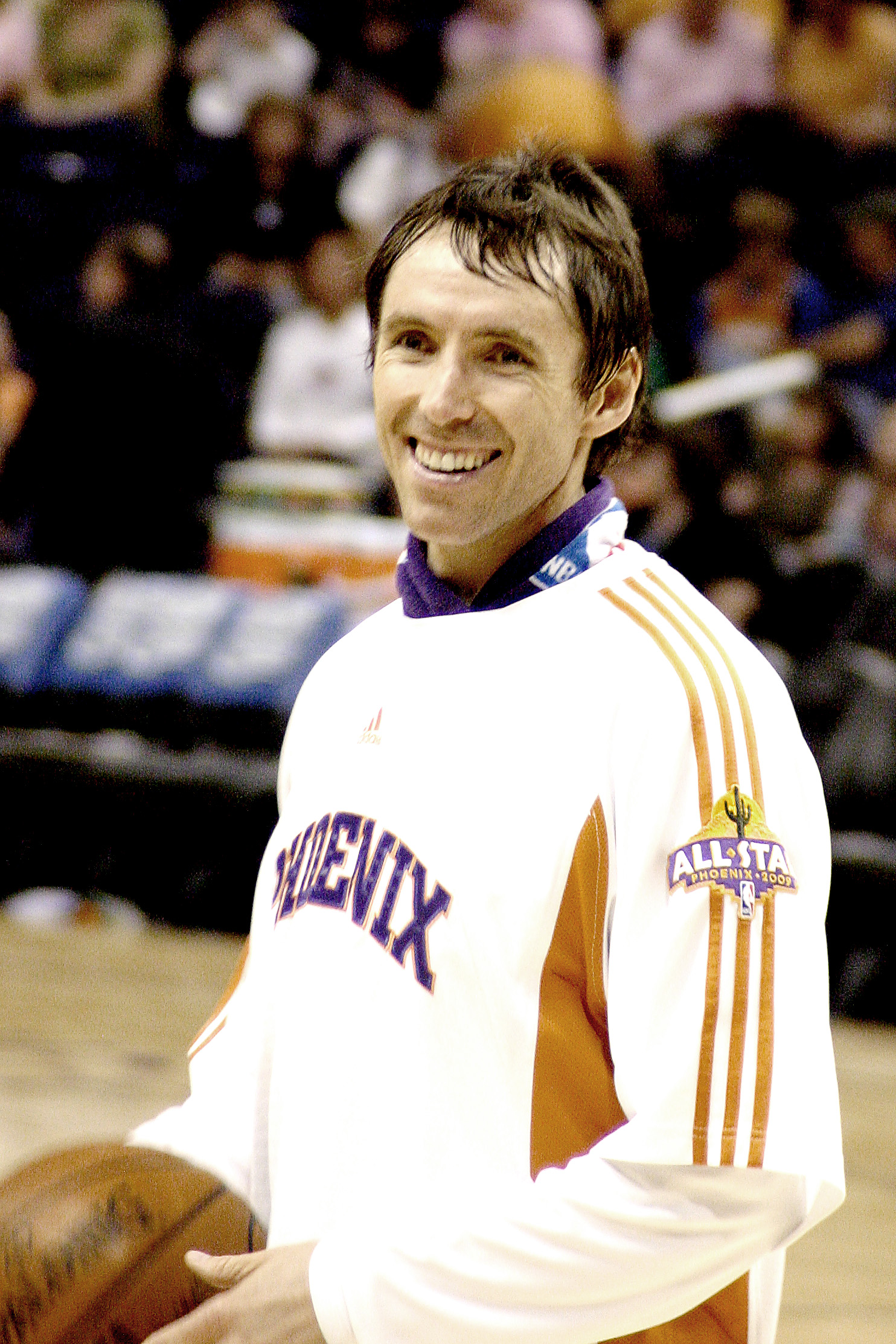
Nash en 2008.

Nash a participé à 81 matchs de la saison 2007-2008 où la conférence Ouest a été particulièrement compétitive et il a mené les Suns à 55 victoires et à la 6e place pour les playoffs 2008. Bien qu’il y ait eu une baisse dans sa production statistique, le tir de Nash est demeuré efficace, intégrant pour la seconde fois le club du 50-40-90. Malgré un échange de mi-saison qui a envoyé Shawn Marion au Heat de Miami pour récupérer Shaquille O'Neal, les Suns ont été vaincus au premier tour des playoffs 2008 par les Spurs de San Antonio pour la troisième fois en quatre ans.

Avant le début de la saison 2008-2009, l’entraîneur D’Antoni a été remplacé par Terry Porter, qui préférait un style de jeu plus défensif. Les Suns ont eu du mal à s’adapter à ce nouveau système, et ont envoyé Raja Bell et Boris Diaw aux Bobcats de Charlotte pour le joueur athlétique Jason Richardson. Porter a ensuite été remplacé par Alvin Gentry en février après un bilan de 28-23, mais les Suns n’ont pas été en mesure d’obtenir la dernière place qualificative aux playoffs. Il enchaîne une seconde saison consécutive au sein du club du 50-40-90.

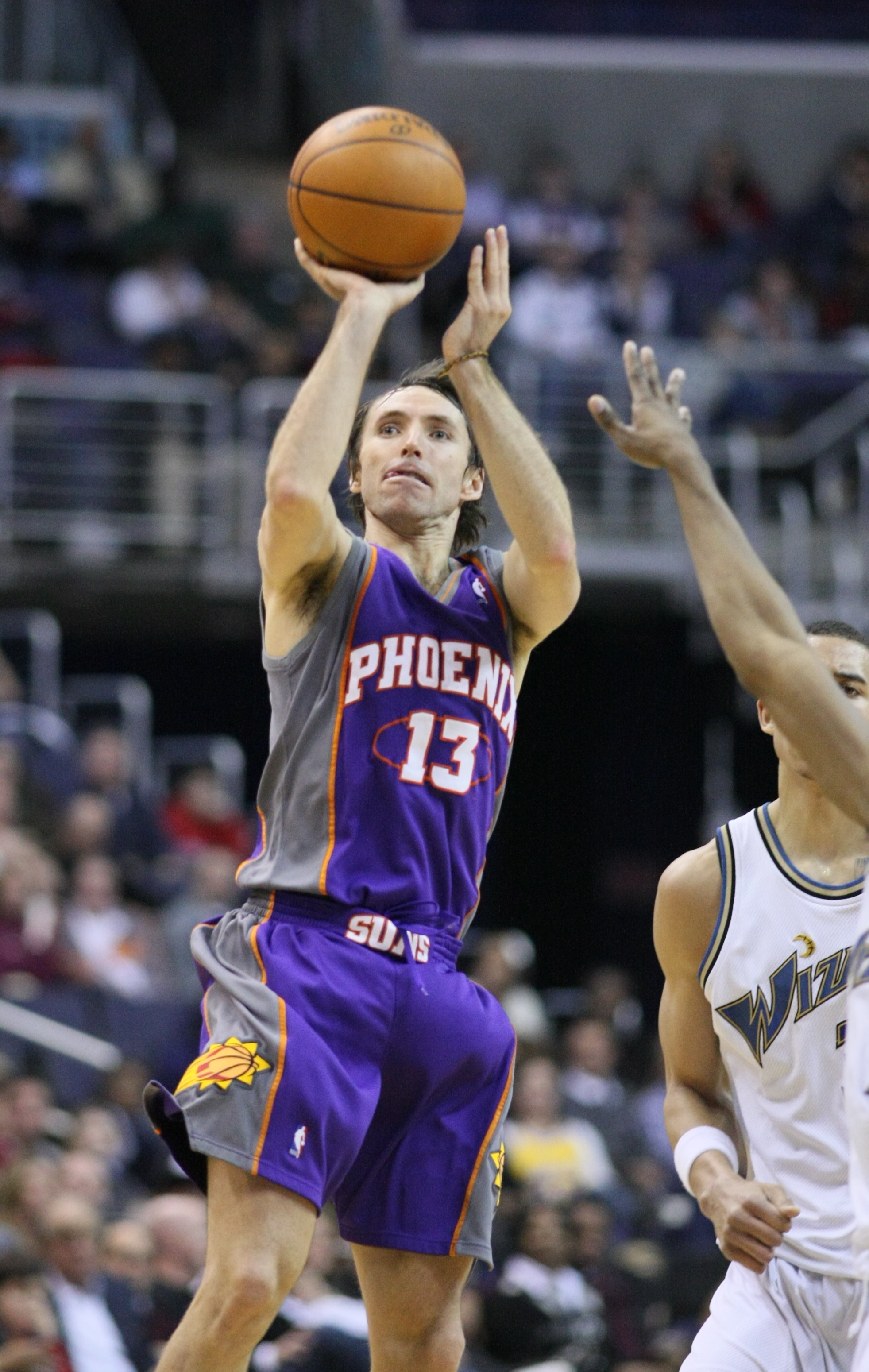
Nash en 2009.

Lors de la saison 2009-2010, lors des neuf premiers matchs, il réalise deux performances à plus de 20 passes décisives. Le 21 janvier 2010, Nash a été nommé meneur titulaire pour le NBA All-Star Game 2010. Les Suns ont été l’équipe ayant inscrit le plus de points pour la cinquième saison consécutive, et ont été classés 3e de la conférence pour les playoffs 2010 avec 54 victoires. Il réalise sa troisième saison consécutive en 50-40-90, sa quatrième en carrière. Derrière de solides performances de Richardson et du vétéran Grant Hill, les Suns ont battu les Trail Blazers de Portland, 4-2 au premier tour, et ont éliminé les Spurs de San Antonio, 4-0 au second tour. Les Suns ont rencontré les champions en titre, les Lakers de Los Angeles, en finale de conférence. Après avoir perdu les deux premiers matchs, Phoenix a gagné les deux suivants pour égaler la série. Un buzzer beater de Ron Artest dans le match 5, et les 37 points de Kobe Bryant dans le match 6 ont complété la défaite des Suns.
Les Suns ont subi des changements majeurs dans leur effectif au cours de la saison 2010-2011 avec les départs de Stoudemire et Leandro Barbosa. Les Suns n'ont pas réussi à réaliser un bilan positif, et pour la deuxième fois depuis son retour à Phoenix, les Suns n’ont pas réussi à participer aux playoffs.
En février 2012, Nash a été nommé à son 8e NBA All-Star Game. À l’époque, il menait la NBA au niveau des passes décisives par match. Le 21 avril 2012, il devient le cinquième meilleur passeur de l'histoire de la NBA lors d'une défaite de son équipe contre les Nuggets de Denver durant laquelle il distribue 13 passes décisives qui lui permettent de passer devant Oscar Robertson. Malgré sa bonne saison, les Suns ont raté les playoffs pour la deuxième fois consécutive. Il a terminé la saison avec des moyennes de 12,5 points et 10,7 passes décisives par match.
Le 9 mai 2012 il est nommé manager général de la sélection nationale du Canada.

### Lakers de Los Angeles (2012-2015)

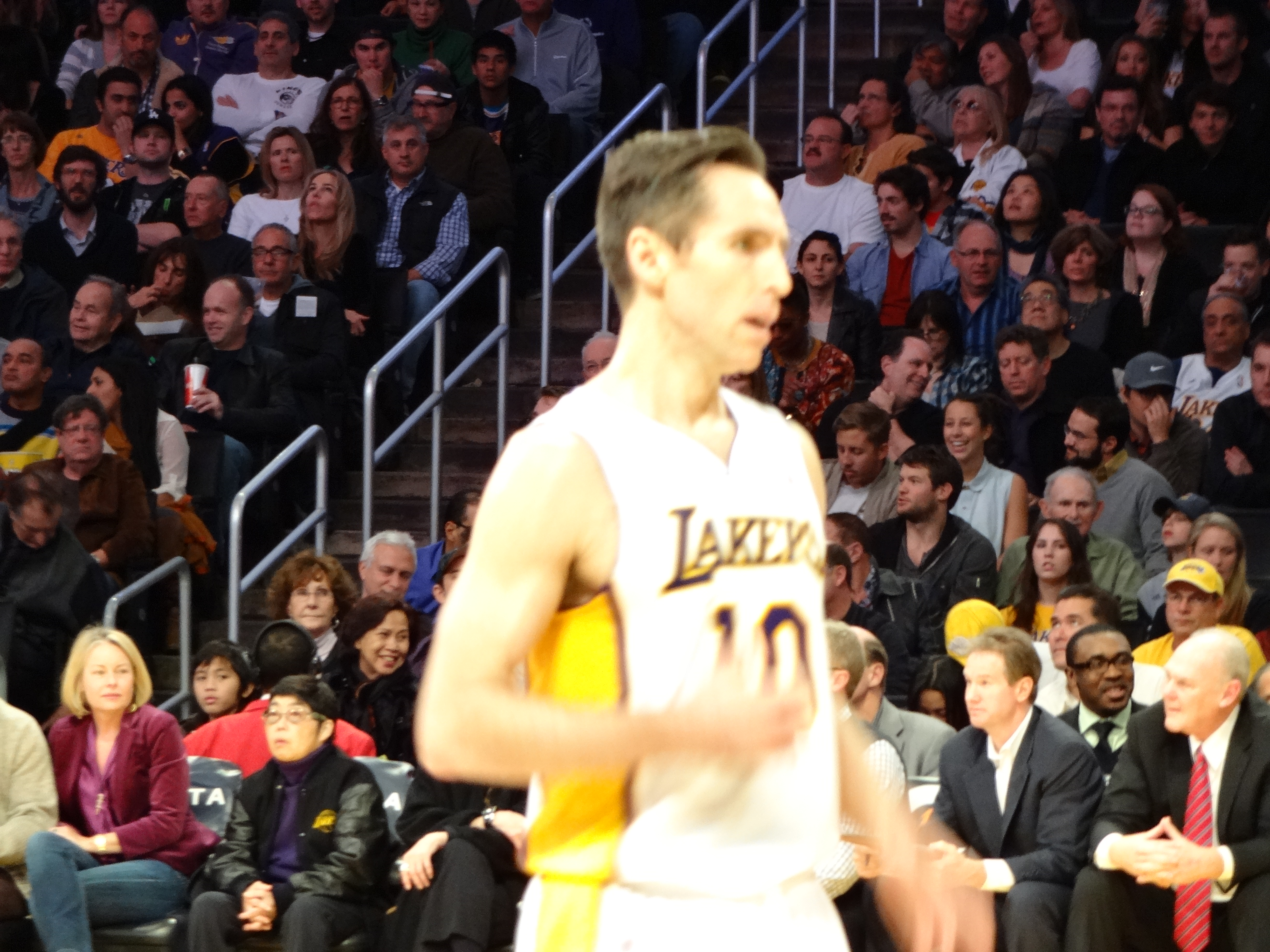
Nash en janvier 2013 avec les Lakers.

Le 4 juillet 2012, il s'engage verbalement avec les Lakers de Los Angeles, grand rival des Suns de toujours, pour un montant de 25 millions de dollars sur trois ans, ainsi que deux premiers et deux seconds tours de repêchage et une enveloppe de trois millions de dollars en contrepartie pour Phoenix, cet accord est rendu possible grâce à la « trade exception » obtenu l’an passé lors du transfert de Lamar Odom aux Mavericks de Dallas.
Le contrat est signé le 11 juillet 2012 pour un montant de 27 millions de dollars sur trois saisons. Le sign and deal permet aux Suns de Phoenix d'avoir un choix de premier tour aux repêchages 2013 et 2015. Il choisit de jouer avec le numéro 10 avec les Lakers pour rendre hommage à Lionel Messi.
Le 8 janvier 2013 il devient le cinquième joueur de l'histoire de la NBA à délivrer plus de 10 000 passes décisives en carrière. Le 20 février, il termine son match avec 10144 passes décisive en carrière et devient le quatrième meilleur passeur de l'histoire en dépassant Magic Johnson (10141).
Nash a raté les huit derniers matchs de la saison à cause d'une blessure à la hanche droite qui lui avait aussi causé des lésions au niveau du tendon droit. L’équipe s’est qualifiée pour les playoffs, mais a été éliminée 4-0 par les Spurs de San Antonio au premier tour. Nash a raté les deux derniers matchs de la série après des problèmes récurrents avec sa hanche et son ischio-jambier. Au cours de ce qu’il a qualifié de « la saison la plus frustrante de sa carrière », Nash a raté 32 matchs de saison régulière.
Au cours de la saison 2013-2014, Nash a continué de souffrir de problèmes nerveux causés par son ancienne blessure à la jambe. Le 11 novembre 2013, il ressent de nouveau des douleurs au dos durant une rencontre contre les Timberwolves du Minnesota. En décembre, il reprend l'entraînement mais il prolonge son absence jusqu'à mi-janvier. Le 4 février 2014, il est de retour aux Timberwolves du Minnesota mais n'empêche pas la défaite des siens 99 à 109 malgré ses 7 points et 9 passes en 24 minutes,. Après un second match aux Sixers de Philadelphie, le jour de son quarantième anniversaire, il déclare ne s'être jamais senti aussi bien depuis qu'il est à Los Angeles. Toutefois, le 9 février, lors de la réception des Bulls de Chicago, il se blesse à la jambe gauche. Cependant, le lendemain, il est présent à l'entraînement et assure pouvoir tenir sa place le 11 pour la réception du Jazz de l'Utah. En mars, il envisage de prendre sa retraite si les Lakers ne le conservent pas à la fin la saison. En avril, Nash devient le 3e meilleur passeur de l'histoire de la NBA dépassant les 10 330 passes décisives de Mark Jackson. Il est devancé par John Stockton et Jason Kidd.
En juillet 2014, Nash a annoncé que la saison 2014-2015 serait sa dernière. Au cours de la présaison, il a éprouvé des maux de dos et a aggravé son dos en soulevant des bagages. Le 23 octobre, moins d’une semaine avant le début de ce qui aurait été sa 19e saison, il a été exclu pour la saison en raison d’une blessure récurrente au dos. Nash n’a joué que trois matchs de présaison avant de commencer à ressentir plus de douleur.
Le 21 mars 2015, il annonce sur son compte Twitter qu'il prend sa retraite.

## Carrière d'entraîneur
Le 25 septembre 2015, Nash prend des fonctions de consultant à temps partiel pour les Warriors de Golden State. Au cours de sa première saison avec l’équipe, les Warriors ont réalisé une saison à 73-9, bien que l’équipe n’ait pas été à la hauteur lors des Finales NBA 2016 face aux Cavaliers de Cleveland. La saison suivante, les Warriors remportent les Finales NBA 2017 contre Cleveland.

### Nets de Brooklyn (2020-2022)
Le 3 septembre 2020, il est nommé entraîneur en chef de la franchise des Nets de Brooklyn, remplaçant Jacque Vaughn.
Le 1er novembre 2022, il est renvoyé de son poste après un début de saison décevant (2 victoires pour 5 défaites).

## Statistiques

### Universitaires
Statistiques en universitaire de Steve Nash.
| Saison    | Équipe      | Matchs | Titul. | Min./m | % Tir | % 3pts | % LF | Rbds/m. | Pass/m. | Int/m. | Ctr/m. | Pts/m. |
| --------- | ----------- | ------ | ------ | ------ | ----- | ------ | ---- | ------- | ------- | ------ | ------ | ------ |
| 1992–1993 | Santa Clara | 31     | 31     | 24,0   | 42,4  | 40,8   | 82,5 | 2,5     | 2,2     | 0,8    | 0,1    | 8,1    |
| 1993-1994 | Santa Clara | 26     | 26     | 29,9   | 41,4  | 39,9   | 83,1 | 2,5     | 3,7     | 1,3    | 0,0    | 14,6   |
| 1994–1995 | Santa Clara | 27     | 27     | 33,4   | 44,4  | 45,4   | 87,9 | 3,8     | 6,4     | 1,8    | 0,1    | 20,9   |
| 1995–1996 | Santa Clara | 29     | 29     | 33,8   | 43,0  | 34,4   | 89,4 | 3,6     | 6,0     | 1,3    | 0,0    | 17,0   |
| Total     |             | 113    | 113    | 30,1   | 43,0  | 40,1   | 86,7 | 3,1     | 4,5     | 1,3    | 0,1    | 14,9   |

### Professionnelles

#### Saison régulière
| Titre MVP | Meilleur de la ligue |

Statistiques en saison régulière de Steve Nash
| Saison        | Équipe    | Matchs | Titul. | Min./m | % Tir | % 3pts | % LF | Rbds/m. | Pass/m. | Int/m. | Ctr/m. | Pts/m. |
| ------------- | --------- | ------ | ------ | ------ | ----- | ------ | ---- | ------- | ------- | ------ | ------ | ------ |
| 1996-1997     | Phoenix   | 65     | 2      | 10,5   | 42,3  | 41,8   | 82,4 | 0,97    | 2,12    | 0,31   | 0,00   | 3,28   |
| 1997-1998     | Phoenix   | 76     | 9      | 21,9   | 45,9  | 41,5   | 86,0 | 2,11    | 3,45    | 0,83   | 0,05   | 9,09   |
| 1998-1999     | Dallas    | 40     | 40     | 31,7   | 36,3  | 37,4   | 82,6 | 2,85    | 5,47    | 0,93   | 0,05   | 7,88   |
| 1999-2000     | Dallas    | 56     | 27     | 27,4   | 47,7  | 40,3   | 88,2 | 2,16    | 4,86    | 0,66   | 0,05   | 8,59   |
| 2000-2001     | Dallas    | 70     | 70     | 34,1   | 48,7  | 40,6   | 89,5 | 3,19    | 7,27    | 1,03   | 0,07   | 15,60  |
| 2001-2002     | Dallas    | 82     | 82     | 34,6   | 48,3  | 45,5   | 88,7 | 3,10    | 7,73    | 0,65   | 0,05   | 17,88  |
| 2002-2003     | Dallas    | 82     | 82     | 33,1   | 46,5  | 41,3   | 90,9 | 2,85    | 7,29    | 1,04   | 0,07   | 17,74  |
| 2003-2004     | Dallas    | 78     | 78     | 33,5   | 47,0  | 40,5   | 91,6 | 2,97    | 8,81    | 0,86   | 0,10   | 14,46  |
| 2004-2005     | Phoenix   | 75     | 75     | 34,3   | 50,2  | 43,1   | 88,7 | 3,32    | 11,48   | 0,99   | 0,08   | 15,53  |
| 2005-2006     | Phoenix   | 79     | 79     | 35,4   | 51,2  | 43,9   | 92,1 | 4,22    | 10,46   | 0,77   | 0,15   | 18,85  |
| 2006-2007     | Phoenix   | 76     | 76     | 35,3   | 53,2  | 45,5   | 89,9 | 3,54    | 11,63   | 0,75   | 0,08   | 18,58  |
| 2007-2008     | Phoenix   | 81     | 81     | 34,3   | 50,4  | 47,0   | 90,6 | 3,48    | 11,09   | 0,65   | 0,06   | 16,93  |
| 2008-2009     | Phoenix   | 74     | 74     | 33,6   | 50,3  | 43,9   | 93,3 | 3,01    | 9,69    | 0,74   | 0,14   | 15,68  |
| 2009-2010     | Phoenix   | 81     | 81     | 32,8   | 50,7  | 42,6   | 93,8 | 3,31    | 11,01   | 0,52   | 0,15   | 16,46  |
| 2010-2011     | Phoenix   | 75     | 75     | 33,3   | 49,2  | 39,5   | 91,2 | 3,47    | 11,40   | 0,64   | 0,05   | 14,75  |
| 2011-2012*    | Phoenix   | 62     | 62     | 31,6   | 53,2  | 39,0   | 89,4 | 3,00    | 10,71   | 0,61   | 0,13   | 12,45  |
| 2012-2013     | LA Lakers | 50     | 50     | 31,6   | 49,7  | 43,8   | 92,2 | 2,84    | 6,66    | 0,60   | 0,10   | 12,72  |
| 2013-2014     | LA Lakers | 15     | 10     | 20,8   | 38,3  | 33,3   | 91,7 | 1,93    | 5,73    | 0,47   | 0,13   | 6,80   |
| Carrière      |           | 1217   | 1053   | 31,3   | 49,0  | 42,8   | 90,4 | 2,99    | 8,49    | 0,74   | 0,08   | 14,29  |
| All-Star Game |           | 7      | 2      | 18,7   | 42,9  | 25,0   | 0,0  | 2,00    | 6,71    | 0,43   | 0,14   | 3,71   |

Note: * Cette saison a été réduite de 82 à 66 matchs en raison du lock-out.

### Playoffs
Statistiques en playoffs de Steve Nash
| Saison   | Équipe    | Matchs | Titul. | Min./m | % Tir | % 3pts | % LF  | Rbds/m. | Pass/m. | Int/m. | Ctr/m. | Pts/m. |
| -------- | --------- | ------ | ------ | ------ | ----- | ------ | ----- | ------- | ------- | ------ | ------ | ------ |
| 1997     | Phoenix   | 4      | 0      | 3,8    | 22,2  | 25,0   | 0,0   | 0,25    | 0,25    | 0,25   | 0,25   | 1,25   |
| 1998     | Phoenix   | 4      | 1      | 12,8   | 44,4  | 20,0   | 62,5  | 2,50    | 1,75    | 0,50   | 0,00   | 5,50   |
| 2001     | Dallas    | 10     | 10     | 37,0   | 41,7  | 41,0   | 88,2  | 3,20    | 6,40    | 0,60   | 0,10   | 13,60  |
| 2002     | Dallas    | 8      | 8      | 40,4   | 43,2  | 44,4   | 97,1  | 4,00    | 8,75    | 0,50   | 0,00   | 19,50  |
| 2003     | Dallas    | 20     | 20     | 36,5   | 44,7  | 48,7   | 87,3  | 3,50    | 7,25    | 0,85   | 0,05   | 16,10  |
| 2004     | Dallas    | 5      | 5      | 39,4   | 38,6  | 37,5   | 88,9  | 5,20    | 9,00    | 0,80   | 0,00   | 13,60  |
| 2005     | Phoenix   | 15     | 15     | 40,7   | 52,0  | 38,9   | 91,9  | 4,80    | 11,33   | 0,93   | 0,20   | 23,87  |
| 2006     | Phoenix   | 20     | 20     | 39,9   | 50,2  | 36,8   | 91,2  | 3,65    | 10,20   | 0,40   | 0,25   | 20,35  |
| 2007     | Phoenix   | 11     | 11     | 37,5   | 46,3  | 48,7   | 89,1  | 3,18    | 13,27   | 0,36   | 0,09   | 18,91  |
| 2008     | Phoenix   | 5      | 5      | 36,6   | 45,7  | 30,0   | 91,7  | 2,80    | 7,80    | 0,40   | 0,20   | 16,20  |
| 2010     | Phoenix   | 16     | 16     | 33,7   | 51,8  | 38,0   | 89,3  | 3,25    | 10,06   | 0,25   | 0,06   | 17,75  |
| 2013     | LA Lakers | 2      | 2      | 30,4   | 43,5  | 0,0    | 100,0 | 2,50    | 4,50    | 0,00   | 0,00   | 12,50  |
| Carrière |           | 120    | 113    | 35,7   | 47,3  | 40,6   | 90,0  | 3,52    | 8,84    | 0,55   | 0,12   | 17,27  |

## Statistiques en tant qu'entraîneur NBA
| Participation en playoffs |

| Équipe   | Année     | Saison régulière | Saison régulière | Saison régulière | Saison régulière | Saison régulière          | Playoffs | Playoffs  | Playoffs | Playoffs | Playoffs                                                           |
| Équipe   | Année     | Matchs           | Victoires        | Défaites         | %                | Classement                | Matchs   | Victoires | Défaites | %        | Résultat                                                           |
| -------- | --------- | ---------------- | ---------------- | ---------------- | ---------------- | ------------------------- | -------- | --------- | -------- | -------- | ------------------------------------------------------------------ |
| Brooklyn | 2020-2021 | 72               | 48               | 24               | 66,7             | 2e en division Atlantique | 12       | 7         | 5        | 58,3     | Défaite contre les Bucks de Milwaukee en demi-finale de conférence |
| Brooklyn | 2021-2022 | 82               | 44               | 38               | 53,7             | 4e en division Atlantique | 4        | 0         | 4        | 0,0      | Défaite contre les Celtics de Boston au premier tour               |
| Brooklyn | 2022-2023 | 7                | 2                | 5                | 28,6             | Limogé                    | -        | -         | -        | -        | -                                                                  |
| Total    | Total     | 161              | 94               | 67               | 58,4             |                           | 16       | 7         | 9        | 43,8     |                                                                    |

## Records sur une rencontre NBA
Les records personnels de Steve Nash, officiellement recensés par la NBA sont les suivants :
| Type de statistique        | Saison régulière | Saison régulière          | Saison régulière | Playoffs | Playoffs                | Playoffs      |
| Type de statistique        | Record           | Adversaire                | Date             | Record   | Adversaire              | Date          |
| -------------------------- | ---------------- | ------------------------- | ---------------- | -------- | ----------------------- | ------------- |
| Points                     | 42               | 2 fois                    |                  | 48       | @ Mavericks de Dallas   | 15 mai 2005   |
| Paniers marqués            | 16               | @ Nets du New Jersey      | 7 décembre 2006  | 20       | @ Mavericks de Dallas   | 15 mai 2005   |
| Paniers tentés             | 27               | @ Rockets de Houston      | 6 mars 2009      | 28       | @ Mavericks de Dallas   | 15 mai 2005   |
| Paniers à 3 points réussis | 8                | Nuggets de Denver         | 31 mars 2008     | 5        | 4 fois                  |               |
| Paniers à 3 points tentés  | 15               | Wizards de Washington     | 22 décembre 2006 | 10       | 2 fois                  |               |
| Lancers francs réussis     | 13               | 2 fois                    |                  | 15       | Kings de Sacramento     | 13 mai 2003   |
| Lancers francs tentés      | 16               | Trail Blazers de Portland | 11 décembre 2001 | 16       | Kings de Sacramento     | 13 mai 2003   |
| Rebonds offensifs          | 4                | 8 fois                    |                  | 5        | @ Mavericks de Dallas   | 20 mai 2005   |
| Rebonds défensifs          | 11               | Sixers de Philadelphie    | 30 mars 2005     | 13       | Mavericks de Dallas     | 18 mai 2005   |
| Rebonds totaux             | 13               | Sixers de Philadelphie    | 30 mars 2005     | 13       | Mavericks de Dallas     | 18 mai 2005   |
| Passes décisives           | 22               | @ Knicks de New York      | 2 janvier 2006   | 23       | @ Lakers de Los Angeles | 29 avril 2007 |
| Interceptions              | 5                | @ Celtics de Boston       | 18 décembre 2000 | 3        | 3 fois                  |               |
| Contres                    | 2                | 6 fois                    |                  | 2        | Clippers de Los Angeles | 16 mai 2006   |
| Balles perdues             | 10               | 3 fois                    |                  | 9        | 2 fois                  |               |
| Minutes jouées             | 55               | @ Knicks de New York      | 2 janvier 2006   | 51       | @ Kings de Sacramento   | 10 mai 2003   |

- Double-double : 487 (dont 51 en playoffs) (au 30/12/2014)
- Triple-double : 4 (dont 1 en playoffs)

## Salaires
| Année       | Équipe    | Salaire       |
| ----------- | --------- | ------------- |
| 1996-1997   | Suns      | 916 000 $     |
| 1997-1998   | Suns      | 1 053 360 $   |
| 1998-1999   | Mavericks | 1 190 760 $   |
| 1999-2000   | Mavericks | 5 500 000 $   |
| 2000-2001   | Mavericks | 5 500 000 $   |
| 2001-2002   | Mavericks | 5 750 000 $   |
| 2002-2003   | Mavericks | 5 750 000 $   |
| 2003-2004   | Mavericks | 5 750 000 $   |
| 2004-2005   | Suns      | 8 750 000 $   |
| 2005-2006   | Suns      | 9 625 000 $   |
| 2006-2007   | Suns      | 10 500 000 $  |
| 2007-2008   | Suns      | 11 375 000 $  |
| 2008-2009   | Suns      | 12 250 000 $  |
| 2009-2010   | Suns      | 13 125 000 $  |
| 2010-2011   | Suns      | 10 310 938 $  |
| 2011-2012*  | Suns      | 11 689 062 $  |
| 2012-2013   | Lakers    | 8 900 000 $   |
| 2013-2014   | Lakers    | 9 300 500 $   |
| 2014-2015   | Lakers    | 9 701 000 $   |
| Total Gains |           | 146 936 620 $ |

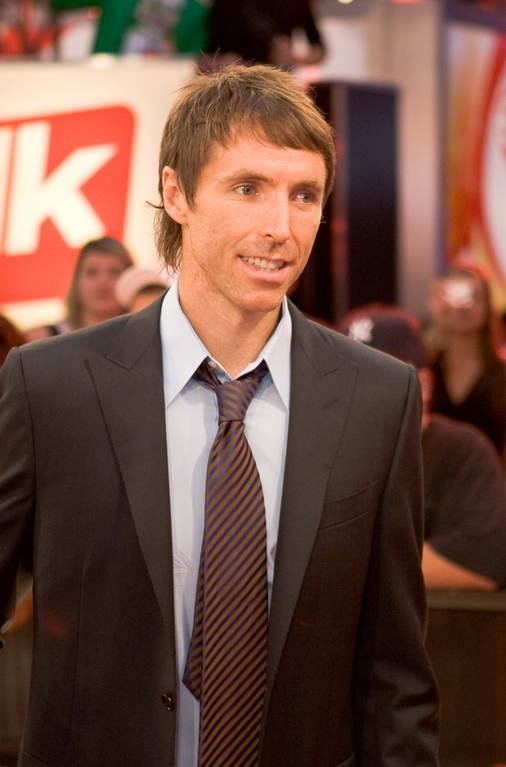
Nash au eTalk Festival Party 2008 durant le Toronto International Film Festival.

Note : * En 2011, le salaire moyen d'un joueur évoluant en NBA est de 5 150 000 $.

## Palmarès
En franchise
- Champion de la Division Pacifique en 2005, 2006 et 2007 avec les Suns de Phoenix.
- Champion de la Division Midwest en 2003 avec les Mavericks de Dallas.

Distinctions personnelles
- 2x NBA Most Valuable Player de la saison régulière en 2005 et 2006.
- 3x All-NBA First Team en 2005, 2006 et 2007.
- 2x All-NBA Second Team en 2008 et 2010.
- 2x All-NBA Third Team en 2002 et 2003.
- 8 sélections pour le All-Star Game en 2002, 2003, 2005, 2006, 2007, 2008, 2010 et 2012.
- Best NBA Player ESPY Award en 2005.
- 2x Vainqueur du Skills Challenge en 2005 et 2010.
- 5x Meilleur passeur NBA en 2005 (11,5), 2006 (10,5), 2007 (11,6), 2010 (11) et 2011 (11,4).
- Troisième meilleur passeur de l'histoire de la NBA (10 335 passes)[11].
- Joueur ayant le deuxième meilleur pourcentage de réussite aux lancers-francs de l'histoire de la NBA (90,3 % de réussite)[30].
- Joueur ayant distribué le plus de passes décisives en NBA en 2005 (861), 2006 (826), 2007 (884), 2010 (892), 2011 (845) et 2012 (664).
- Joueur le plus adroit de la ligue aux lancers-francs en 2006 (92,1 % de réussite) et 2010 (93,8 % de réussite).
- Joueur ayant perdu le plus de ballons (turnovers) en 2008 (295) et 2010 (295).
- 4x membre du club du 50-40-90 en 2006, 2008, 2009 et 2010.
- J. Walter Kennedy Sportsmanship Award en 2007.

En 2018, il est intronisé au Basketball Hall of Fame. En 2021, il entre au FIBA Hall of Fame.

## Anecdotes
Fils et frère de footballeur ainsi que grand fan de soccer lui-même, Nash fait partie des investisseurs de la nouvelle ligue professionnelle de football féminin, Women's Professional Soccer, qui débute aux États-Unis en avril 2009. Il est actionnaire du RCD Majorque.
Le 12 février 2010, Steve Nash a été le porteur de la flamme olympique et a allumé le Chaudron des Jeux olympiques de Vancouver en compagnie de Wayne Gretzky, Nancy Greene et Catriona Le May Doan,.

## Vie privée
En 2001, Nash rencontre Alejandra Amarilla à Manhattan. Ils se marient en juin 2005. Ils ont eu deux jumelles, Lola et Bella, le 14 octobre 2004 et un garçon, Matteo Joel, le 12 novembre 2010. Le jour de la naissance de son fils, Nash fait une déclaration dans le magazine Life & Style où il annonce que la naissance se déroule dans une « atmosphère amère », révélant que sa femme et lui vivent séparément pendant les derniers mois et qu'ils sont en procédure de divorce. Alors que Nash a déménagé à Los Angeles, il livre une bataille judiciaire à son ex-femme pour empêcher ses trois enfants restés en Arizona de s'installer en Californie.
Depuis, Brittany Richardson est la petite amie de Steve Nash.
Nash a une maladie appelée spondylolisthésis qui provoque des contractions musculaires et des maux de dos. Lorsqu'il n'est pas sur le terrain, il s'allonge sur le dos plutôt que de s'asseoir sur le banc pour garder ses muscles relâchés.

## Pour approfondir